# مجلس المراكز والمعاهد والهيئات البحثية (مصر)
أنشئ مجلس المراكز والمعاهد والهيئات البحثية طبقاً لقرار رئيس الجمهورية رقم 488 لسنة 1991 وقرار رئيس الجمهورية رقم 378 لسنة 1998 ليقوم بالتنسيق والربط وإصدار اللوائح المشتركة بين المراكز والمعاهد والهيئات البحثية التابعة لوزارة البحث العلمي.

## القرارات المنظمة
- قرار رئيس الجمهورية رقم 488 لسنة 1991: بانشاء المجلس الأعلى لمراكز ومعاهد البحوث.[1]
- قرار رئيس الجمهورية رقم 378 لسنة 1998: بشأن إعادة تنظيم المجلس الأعلى لمراكز ومعاهد البحوث بقطاع البحث العلمي وتعديل اسمه إلى مجلس المراكز والمعاهد والهيئات البحثية التابعة لوزير الدولة لشئون البحث العلمي.[2]

## اختصاصات ومهام المجلس
تتركز رسالة المجلس في التنسيق وإقامة نظام فعال ذو كفاءة عالية للمعاونة في تعظيـم الأداء وتجانس العمـل وتكاملـه بيـن مـراكز ومعاهد البحوث والمساهمة في إتاحة وتأكيـد القـدرات و توجيههـا فـي سبيـل التنمية وتحقيق أهداف التنمية على المستوى القومي.
- التنسيق والربط بين المراكز والمعاهد والهيئات البحثية.
- التقييم والمتابعة.
- تنفيذ السياسات.
- متابعة إنفاق الموازنة.
- التنسيق بين المراكز والمعاهد والهيئات البحثية التابعة لوزارة البحث العلمي من أجل محاولة تحقيق الترابط والتواصل فيما بينهما وتحقيق الأهداف العلمية والتكنولوجية المرجوه.
- وضع الخطط والأهداف البحثية للمجموعات البحثية المختلفة ذات الصلة.
- تقييم أداء المراكز البحثية والمعاهد التابعة في مجال البحوث والإدارة.
- تقديم الدعم لمراكز الأبحاث من خلال تدريب الباحثين، وتأمين المعدات أو المرفق، وغيرهم من الأنشطة الرامية إلي تعزيز أدائهم.
- مساعدة وزارة البحث العلمي في عملية وضع الموازنة من خلال تقديم تقرير عن مقترح توزيع الميزانية على المراكز البحثية والمعاهد التابعة.
- مباشرة المسائل المنوطة بالمجلس الأعلى للجامعات بما يتفق مع طبيعة العمل بالمراكز والمعاهد والهيئات البحثية التابعة لوزير الدولة لشئون البحث العلمى وبما لا يخل باستقلالها العلمى والمالى والادارى.

## الصلاحيات
- قرارات المجلس تكون قابلة للتطبيق على جميع مراكز البحوث والمعاهد التابعة لوزارة البحث العلمي.
- متابعة الميزانيات للمراكز البحثية التابعة لوزارة البحث العلمي.
- التماس تقارير من مراكز البحوث من أجل تقييم البحوث وإدارة الأداء.
- تقييم أداء المجلس يتم على أساس :
- العائد على الإستثمار من المخرجات الناتجة عن المراكز والمعاهد البحثية.
- نسبة الكفاءة في تخصيص ميزانية المراكز والمعاهد البحثية.
- جهازية مراكز البحوث بالمعدات والمرافق اللازمة للوفاء بالتزاماتها.
- موائمة المشاريع البحثية للأولويات والأهداف الإستراتيجية الوطنية.

## المراكز والمعاهد البحثية التابعة
- الهيئة القومية للاستشعار عن بعد وعلوم الفضاء.[3]
- المركز القومي للبحوث.[4][5][6]
- مركز بحوث وتطوير الفلزات.[7]
- المعهد القومي لعلوم البحار والمصايد.[8]
- المعهد القومي للمعايرة.[9]
- المعهد القومي للبحوث الفلكية والجيوفيزيقية.[10]
- معهد تيودور بلهارس للأبحاث.[11]
- معهد بحوث أمراض العيون.[12]
- معهد بحوث البترول.[13]
- معهد بحوث الإلكترونيات.[14]
- مدينة الأبحاث العلمية والتطبيقات التكنولوجية:
  - معهد بحوث الهندسة الوراثية.
  - معهد بحوث زراعة الأراضي القاحلة.
  - معهد المعلوماتية.
  - معهد الليزر.
  - معهد بحوث التكنولوجيا المتقدمة والمواد الجديدة.
  - معهد بحوث البيئة والمواد الطبيعية.
  - معهد بحوث الطاقات الجديدة والمتجددة.
  - معهد بحوث الكيماويات الدقيقـة.
  - مركز تنمية القدرات العلمية والتكنووجية.
  - مركز تنمية الصناعات الصغيرة.
  - مركز تطوير الصناعات الهندسية.
  - مركز تطوير الصناعات الدوائية والصيدلية والتخميرية.
  - المنطقة الاستثمارية.[15][16][17][18][19][20]